# Chutes du Rhin
Les chutes du Rhin (allemand : Rheinfall ; suisse allemand : Rhyfall) sont des chutes d'eau situées entre Neuhausen am Rheinfall (rive droite) et Flurlingen (rive gauche) en Suisse en aval de Schaffhouse. Elles sont classées parmi les plus grandes d'Europe, les plus grandes en volume d'eau déversé.
Entre le lac de Constance et Bâle, là où le Rhin forme la frontière entre la Suisse et le land de Bade-Wurtemberg, le lit du fleuve s'est creusé dans les roches calcaires du Jura formant des rapides et des chutes.
Lorsque le Rhin a son débit moyen, ce sont 750 m3/s d'eau qui franchissent les rochers d'une hauteur de 23 mètres et sur 150 mètres de largeur. Le débit maximum mesuré a été de 1 260 m3/s en 1965 et le débit minimum de 95 m3/s en 1921. Les chutes du Rhin ont le débit le plus puissant d'Europe.

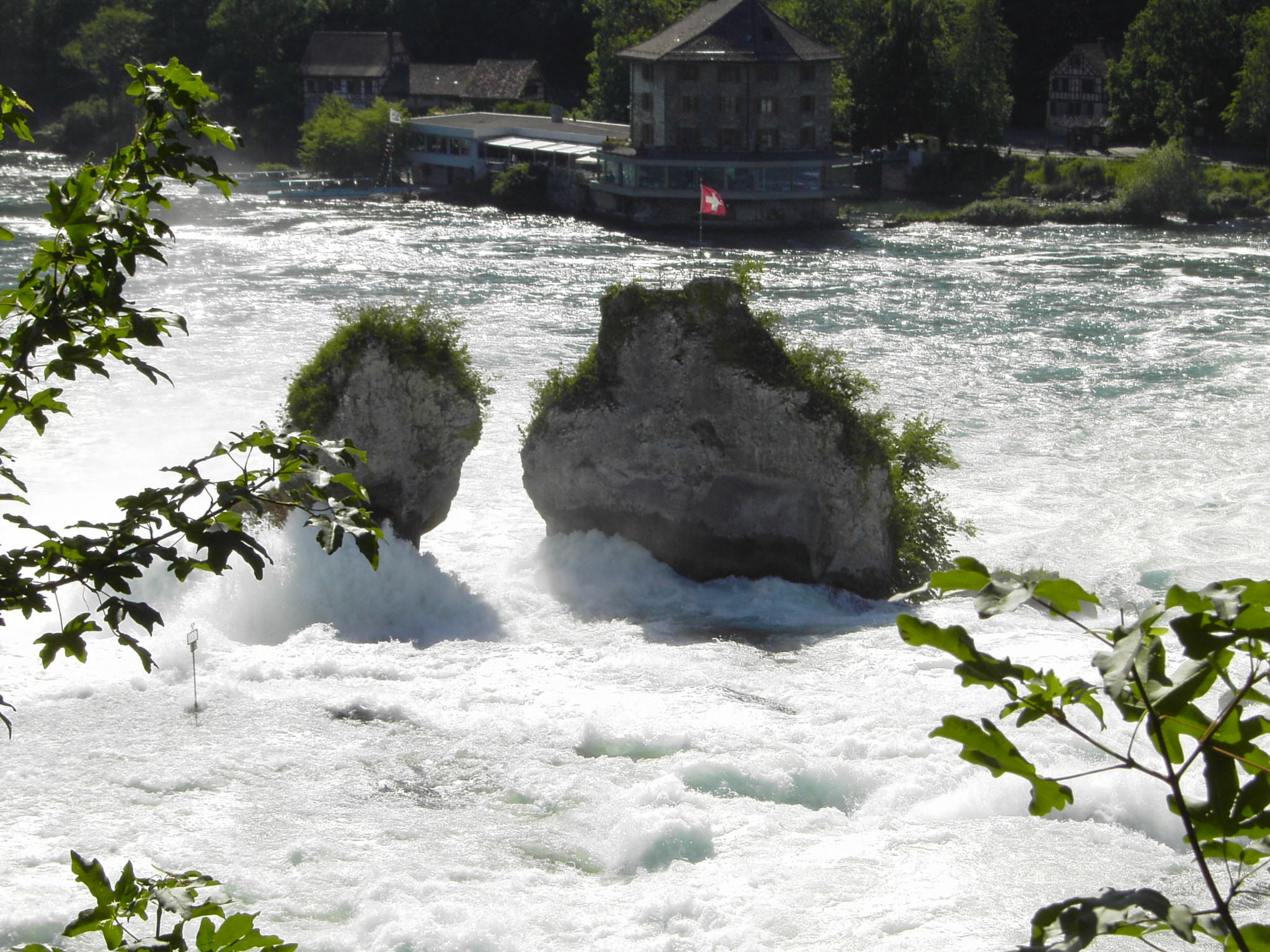
Sur le rocher se trouve un belvédère.

En contrebas des chutes, sur la rive droite du fleuve (côté ville de Neuhausen), se trouve la maison Wörth à partir de laquelle des petits esquifs permettent de s'approcher au plus près des chutes, d'accoster sur le rocher qui se trouve au milieu et de grimper au sommet où flotte le drapeau suisse. Au-dessus des chutes, sur la rive de Zurich, se trouve le château de Laufen qui abrite un restaurant, une boutique et une auberge de jeunesse.

## Formation

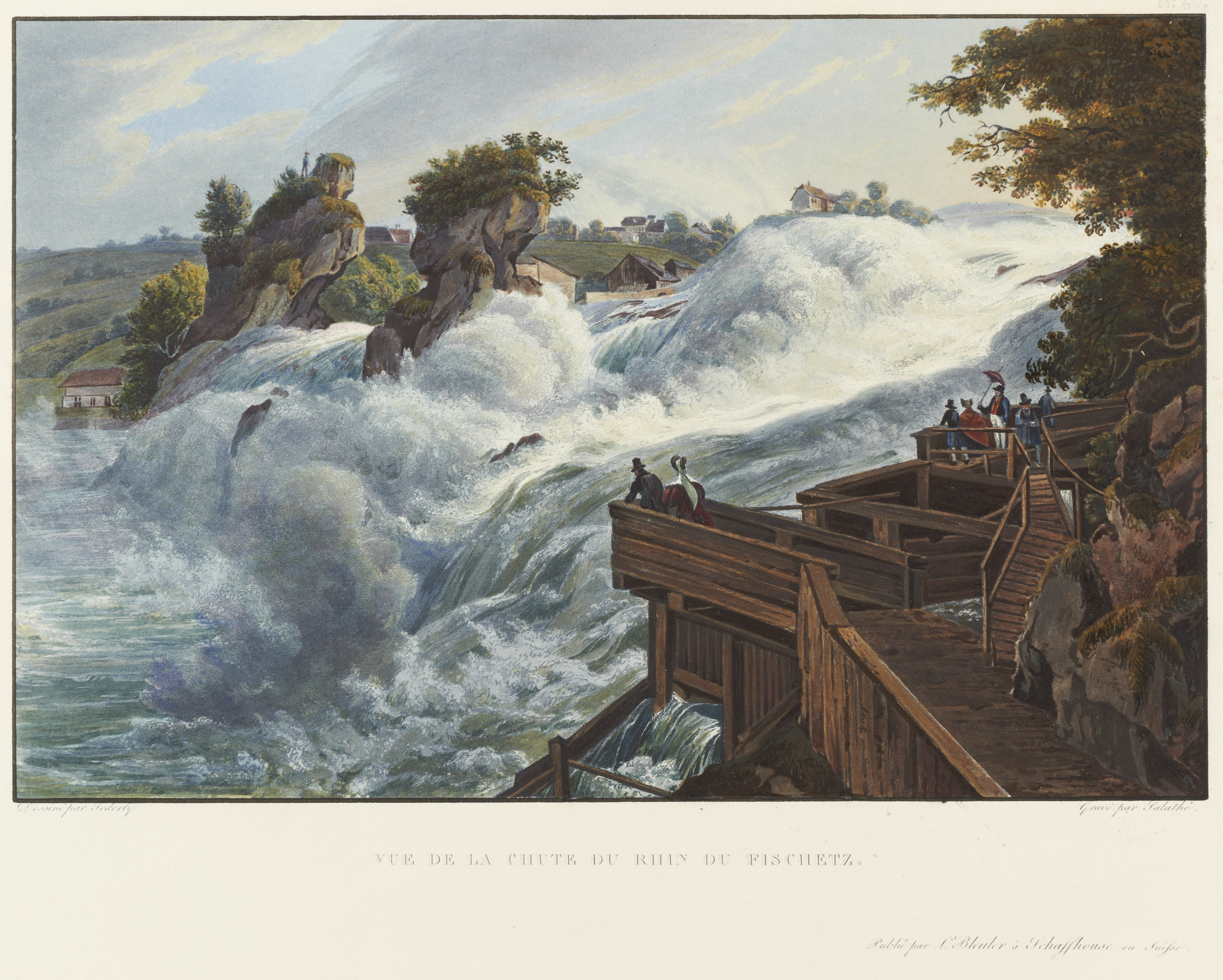
Chutes du Rhin de la rive gauche en gros plan. 1836 Johann Ludwig Bleuler

L'histoire géologique récente, avec les glaciations successives et les formations géologiques, explique la formation de ces chutes.
Il y a environ 500 000 ans la première avancée des glaciers sur le plateau suisse commence à dessiner le paysage actuel. Jusqu'à la fin de la glaciation de Riss, il y a environ 200 000 ans, le Rhin coulait à l'ouest de Schaffhouse traversant Klettgau. Ce lit ancien fut ensuite comblé par des dépôts glaciaires.
Il y a environ 120 000 ans, le fleuve fut détourné vers le sud au niveau de la ville de Schaffhouse et forma une « rigole ». Le bassin versant actuel laisse encore voir cette rigole, qui fut ensuite comblée de sédiments glaciaires.
Pendant la dernière glaciation, la glaciation de Würm, le Rhin fut repoussé en un large croissant vers le sud et creusa son lit actuel dans le calcaire. Sur la zone de transition entre la roche calcaire et les sédiments glaciaires facilement érodables se formèrent les chutes dans leur physionomie actuelle il y a environ 17 000 à 14 000 ans.

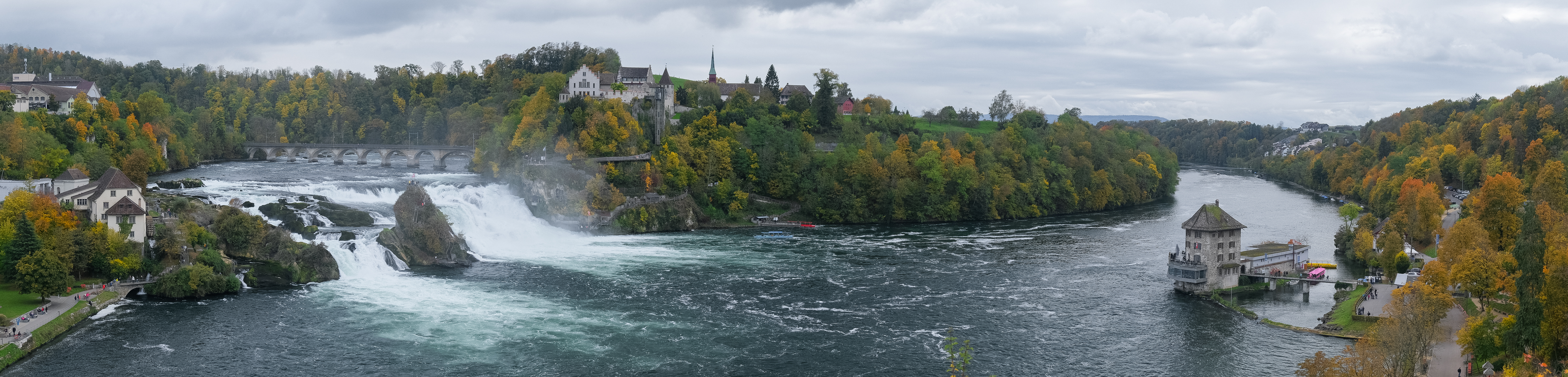
Les chutes du Rhin vues vers l’amont. À gauche, la ville de Neuhausen située dans le canton de Schaffhouse, au centre le château de Laufen (Schloss Laufen) situé sur la commune de Flurlingen, dans le canton de Zurich, et à droite, le château Wörth.